# Александър Танев (офицер)
 Тази статия е за генерала.  За композитора вижте Александър Танев (композитор).  
Александър Андреев Танев е български офицер, генерал-лейтенант от кавалерията, инспектор на конницата (1913 – 1915), командир на кавалерийската дивизия (октомври-ноември 1915), началник на 1-ва дивизионна област до 1916 година.

## Биография
Александър Танев е роден на 1 септември 1863 година във Велес, тогава в Османската империя. На 17 октомври 1880 г. постъпва на военна служба. През 1883 г. завършва в четвъртия випуск на Военното училище в София, на 30 август 1883 г. е произведен в чин подпоручик и е зачислен в Лейбгвардейския ескадрон. През Сръбско-българската война в 1885 година е командир на щандартен взвод от ескадрона и съответно ординарец на княз Александър Батенберг, но по-късно се присъединява към ескадрона си на бойното поле и взима участие в боевете при Сливница, Цариброд и Пирот.
На 24 март 1886 година Танев е произведен в чин поручик, а след две години през 1888 – в чин ротмистър. Учи право в Юридическия факултет на Хайделбергския университет и завършва успешно в 1889 година. След това до 1891 година специализира право в Екс ан Прованс. Връща се в България и постъпва на редовна военна служба в Лейбгвардейския ескадрон. На 25 февруари 1900 г. е произведен в чин подполковник. Служи като прокурор и председател на Пловдивския военен съд (1901 – 1902), а след това става командир на 1-ви кавалерийски дивизион. На 24 септември 1904 година е произведен в полковник. От 1903 до 1907 командва 3-ти конен полк, по-късно до 1909 година 3-та конна бригада.

### Балкански войни (1912 – 1913)
От 1909 до 1912 година е командир на 2-ра конна бригада с която, като част от Кърджалийския отряд, взима участие в Балканската война (1912 – 1913). Бригадата формира Сборната конна бригада на за чийто командир е назначен полковник Танев и води бойни действия по долината на Марица от Димотика до Дедеагач. На 14 ноември 1912 войските на полк. Александър Танев (конната бригада и 2-ра македоно-одринска бригада) заемат позиции при село Теке и след двучасов артилерийски обстрел принуждава Мехмед Явер паша да търси примирие. Води лично преговорите за капитулация. На 14 ноември вечерта турският паша и полк. Танев подпсват документа за капитулация. Това става на позицията при споменатото българско беломорско село Теке.
На другия ден – 15 ноември 1912 година Мехмед Явер паша с командвания от него турски Кърджалийски корпус официално се предават на Началника на българския Кърджалийски отряд и командващ Македоно-одринското опълчение генерал Генев.
През Междусъюзническата война Танев е командир на Босилеградския отряд, който свързва 1 и 2 армия. В периода 1913 – 1915 година е инспектор на конницата. През 1914 година е произведен в генерал-майор.

### Първа световна война (1915 – 1918)
В Първата световна война през октомври и ноември 1915 година командва Кавалерийската дивизия и с нея се сражава при родния му Велес, Прилеп и Битоля. По-късно става началник на 1-ва софийска дивизионна област (1915 – 1916) и на Драмската военноинспекционна област (1918).
След края на войната излиза в запаса и се занимава с частна адвокатска практика.

## Военни звания
- Подпоручик (30 август 1883)
- Поручик (24 март 1886)
- Капитан (1888)
- Майор (2 август 1893)
- Подполковник (25 февруари 1900)
- Полковник (27 септември 1904)
- Генерал-майор (1914)
- Генерал-лейтенант (31 октомври 1918)

## Награди
- Военен орден „За храброст“ III степен, 2-ри клас, IV степен, 2-ри клас
- Орден „Св. Александър“ III степен с мечове по средата, IV степен без мечове
- Народен орден „За военна заслуга“ II степен с военни отличия (1919)
- Орден „За заслуга“ на обикновена лента